# Harry's Bar

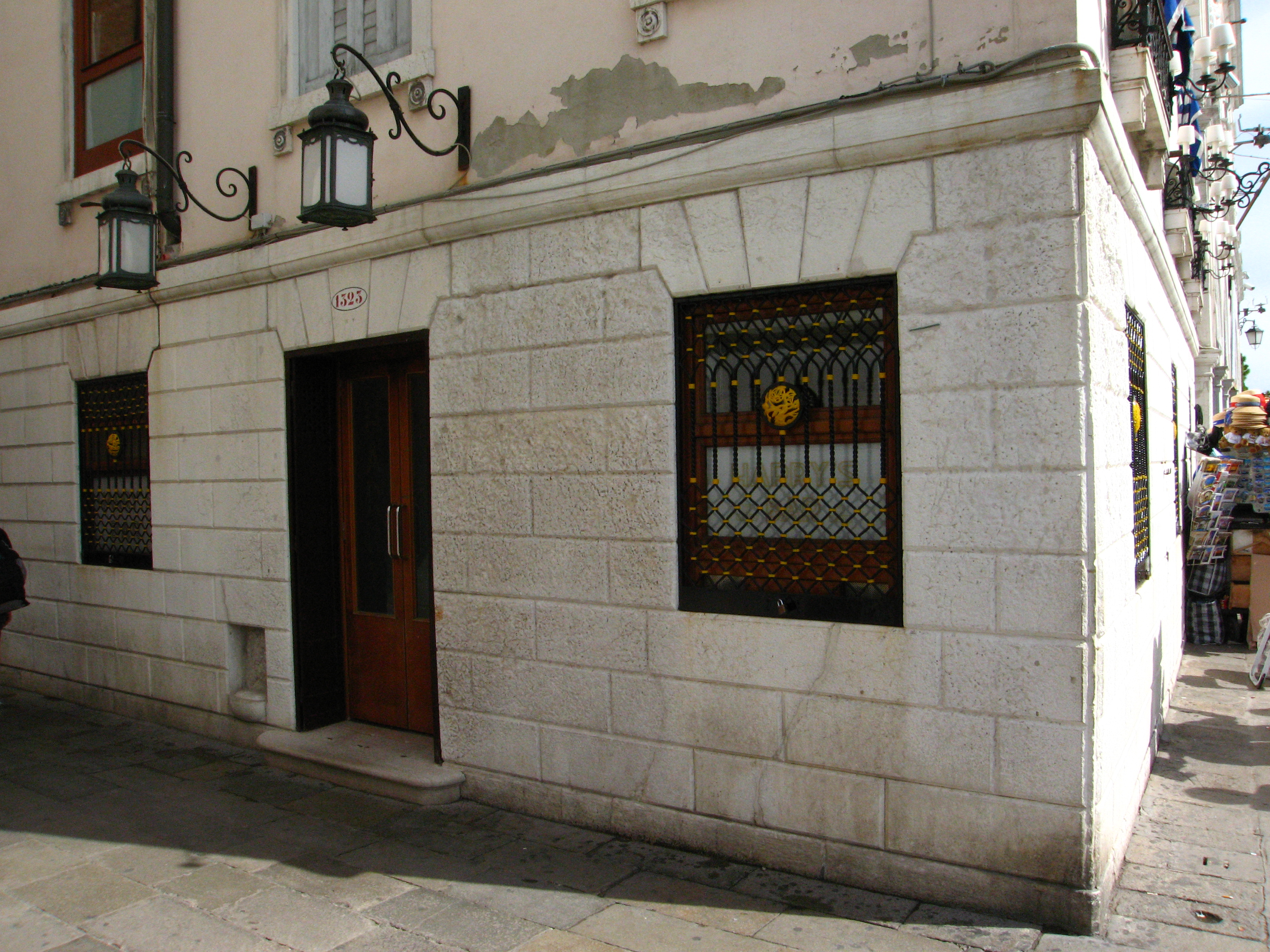
De onopvallende gevel van de bekende Harry's Bar in Venetië

Harry's Bar is een restaurant en bar in de Italiaanse stad Venetië. De locatie is bekend omdat het de geboorteplek is van het gerecht carpaccio en de Bellini-cocktail.

## Geschiedenis
De geschiedenis van Harry's Bar begint ergens in de jaren twintig van de twintigste eeuw in het Venetiaanse Hotel Europa. Hier werkte Giuseppe Cipriani als barkeeper. De Amerikaan Harry Pickering sliep regelmatig in het hotel en raakte bevriend met Giuseppe. Op een dag meldde hij dat hij in geldnood was gekomen en niet meer terug naar huis kon. Giuseppe leende hem 10.000 lire en Harry kon naar huis. Twee jaar later kwam hij terug, bestelde een drankje bij Giuseppe en betaalde 50.000 lire met het voorstel om samen een bar te openen.
Harry's Bar werd vervolgens op 31 mei 1939 geopend. In de jaren die volgden zouden vele beroemdheden de bar bezoeken. Ergens in de jaren dertig of veertig werd hier voor het eerst de Bellinicocktail geschonken. In 1950 bedacht Giuseppe het gerecht carpaccio voor een van zijn gasten. Sinds 2001 is de bar een monument.

## Trivia
- Harry's Bar staat erom bekend dat de consumpties erg duur zijn.
- De Martinicocktails die hier geserveerd worden staan bekend als extreem droog. Deze worden geserveerd in een shortdrinkglas.